# نعمان (الحديدة)

تعديل مصدري - تعديل

نعمان هي إحدى قرى مديرية الزهرة، التابعة لمحافظة الحديدة اليمنية، بلغ تعداد سكانها 2481 نسمة حسب الإحصاء الذي أجري عام 2004.